# Halsslagaderdissectie
Halsslagaderdissectie is een inwendige scheuring van de halsslagader.
De slagaderwand bestaat uit drie lagen. De binnenste laag scheurt, en er komt bloed tussen de binnenste en middelste laag, de ader vernauwt en zet uit/zwelt op.
Omdat de slagader uitzet, worden naastgelegen zenuwbanen samengeperst en opgerekt. Daardoor vallen van sommige zenuwen functies uit, maar niet alle. Ook kunnen bloedvaten worden geblokkeerd, die de zenuwen van voedingsstoffen voorzien.
Als de dissectie niet door uitwendige oorzaken optreedt, maar spontaan, staat deze wel bekend als Spontaneous Internal Carotid Artery Dissection of sICAD. Hoewel SICAD als weinig voorkomend gold, wordt het in toenemende mate gediagnosticeerd als een oorzaak voor een cerebrovasculair accident (beroerte) op middelbare leeftijd.